# Андреј Урсаче
Андреј Урсаче (енгл. Andrei Ursache; 10. мај 1984) професионални је рагбиста и румунски репрезентативац, који тренутно игра за француског друголигаша УС Каркасоне. Висок је 180 цм, тежак је 117 кг и игра на позицији стуба у првој линији. Сезону 2011–2012. провео је у екипи Букурешт Вулвси (6 утакмица). Лета 2012. потписао је за УС Каркасоне за који је до сада одиграо 60 утакмица. За репрезентацију Румуније је одиграо 26 тест мечева и постигао 2 есеја. Играо је на светском првенству 2015.